# ヨシップ・トマシェヴィッチ (1993年生のサッカー選手)
ヨシップ・トマシェヴィッチ（Josip Tomašević 、1993年9月26日 - ）は、クロアチア・ヴィロヴィティツァ出身のプロサッカー選手。NK BSKビイェロ・ブルド所属。ポジションは、ディフェンダー。